# Фернандес Баньос, Олегарио
Олега́рио Ферна́ндес Ба́ньос (исп. Olegario Fernández Baños; 17 мая 1886, Бадаран — 18 марта 1946, Мадрид) — испанский математик и эконометрик. Один из основателей Эконометрического общества.

## Биография
Олегарио Фернандес Баньос родился в семье мелких фермеров. После окончания учёбы в семинарии в Логроньо, он получил степень по богословию в Папском университете в Бургосе. После этого он поступил в Центральный университет Мадрида, где совмещая учёбу с работой в почтово-телеграфном корпусе, получил степень бакалавра права. Закончив обучение, он примкнул к группе Хулио Рея Пастора, которая была создана с целью развития математических исследований. Баньос и присоединившиеся к коллективу математики, в 1915 году основали в Мадриде лабораторию и Математическую семинарию. В качестве стипендиата он продолжил обучение в Цюрихском политехническом институте и в Болонье, где испытал очень большое влияние таких математиков, как Федериго Энриквес и Вито Вольтерра.
Вернувшись на Родину он получил место преподавателя на кафедре аналитической геометрии сначала в Университете Сарагосы, а после в Университете Сантьяго-де-Компостела. Следующим шагом в его преподавательской карьере стало возвращение в Центральный университет Мадрида, где он вместо Сиксто Камары занял должность на кафедре математической статистики. Опыт полученный на этой кафедре привёл Баньоса к заинтересованности эконометрикой, что впоследствии сподвигло его стать одним из основателей Эконометрического общества.
В 1930 году написанные им работы по эконометрике и статистике были замечены испанским правительством, которое предложило ему пост заместителя директора Службы экономических исследований Банка Испании. Через год, с установлением Второй Республики, Фернандес Баньос и Герман Бернасер возглавили эту службу. После начала гражданской войны он вместе с Банком Испании и республиканским правительством был эвакуирован в Валенсию, откуда бежал на территорию, находящуюся под контролем националистов.
Несмотря на то, что Фернандес Баньос не был восстановлен в своей должности в Центральном банке националистического правительства в Бургосе, его опыт сочли полезным в Национальной службе статистики Министерства по делам организаций и профсоюзов.
В 1939 году он вернулся в Центральный университет для преподавания на кафедре математической статистики. Во время Второй мировой войны ему также пришлось вести лекции для будущих экономистов, в которых он продвигал идеи экономического неоклассицизма.

## Научная деятельность
В 1929 году Генеральный совет Банка Испании поручил ему провести статистическое исследование изменения курса песеты. Результатом этого исследования стала публикация в журнале «Revista nacional de Economía» статей «Cambio y estabilización de la peseta» и «Técnica del Cálculo de la Paridad Económica de la Peseta», в которых Фернандес Баньос, опираясь на экономические теории Карла Густава Касселя, указал на годовые сходства и различия между курсом песеты и паритетом покупательной способности, а также на существование проблем с расчётом валютных индексов, которые он предлагал решить созданием статистических таблиц и таблиц изменения валют.